# 火葱
火葱，又名分蔥、紅蔥頭、四季蔥、大頭蔥、珠蔥、油蔥、朱蔥、綿蔥、乾葱。为石蒜科葱属的多年生草本鱗莖植物。鱗莖表面有紫紅色薄膜，肉淺紫白色。原產於西亞，後傳播到南亞、東南亞，在中国南方、北非及南歐皆有分佈，多生于村边，目前已由人工引种廣泛栽培，在亚洲各地广泛作為調味料用蔬菜。火葱原认为是自有的一个物种（Allium ascalonicum），但现已并入洋葱处置。其形態有個特殊之處是花莖不發育，亦即其靠其叢生狀的鱗莖作無性繁殖。

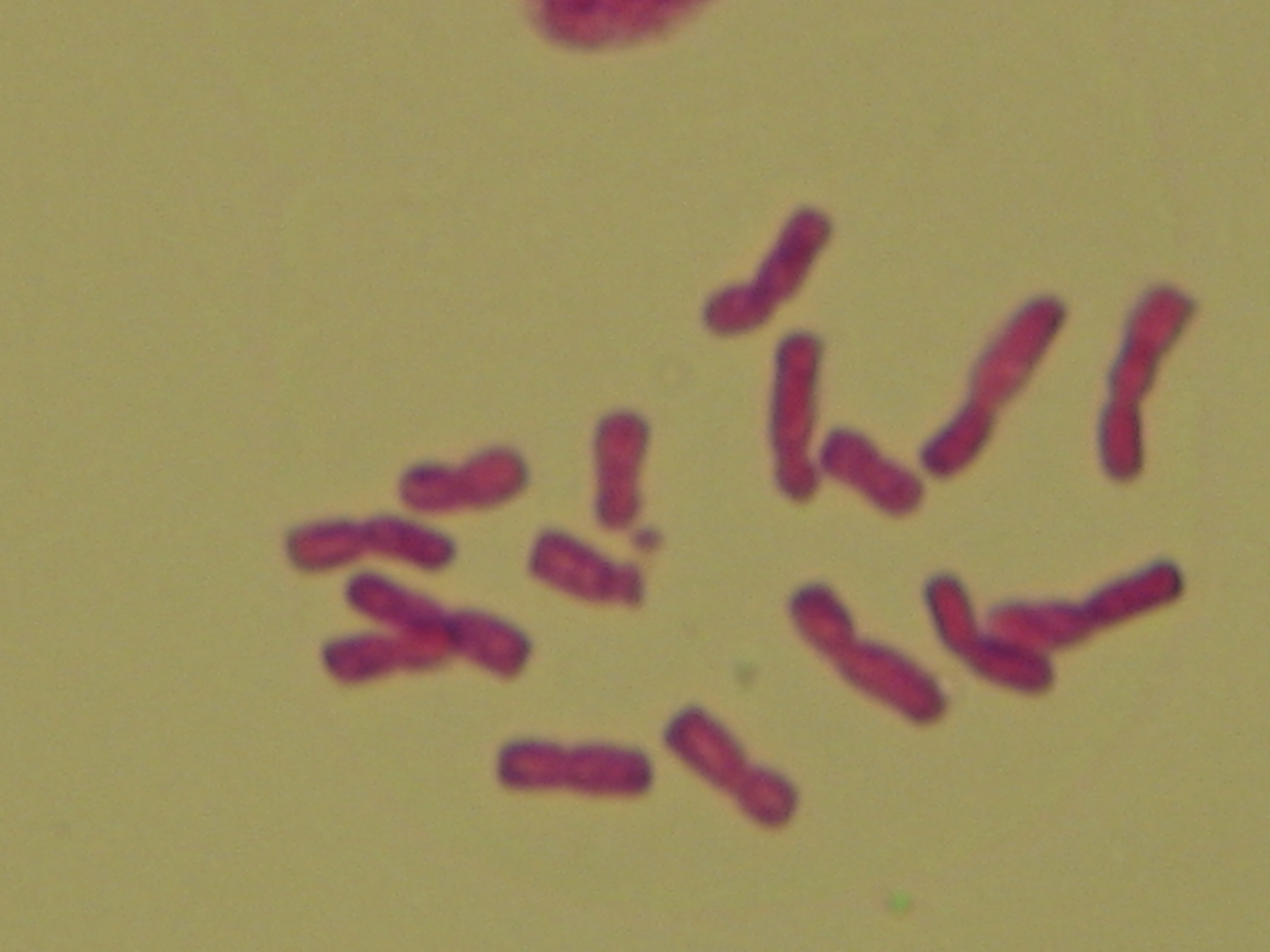
火蔥根尖的染色體，共16條。

染色體數目16 (2n=16)。

## 用途
可作油蔥酥等調味料。

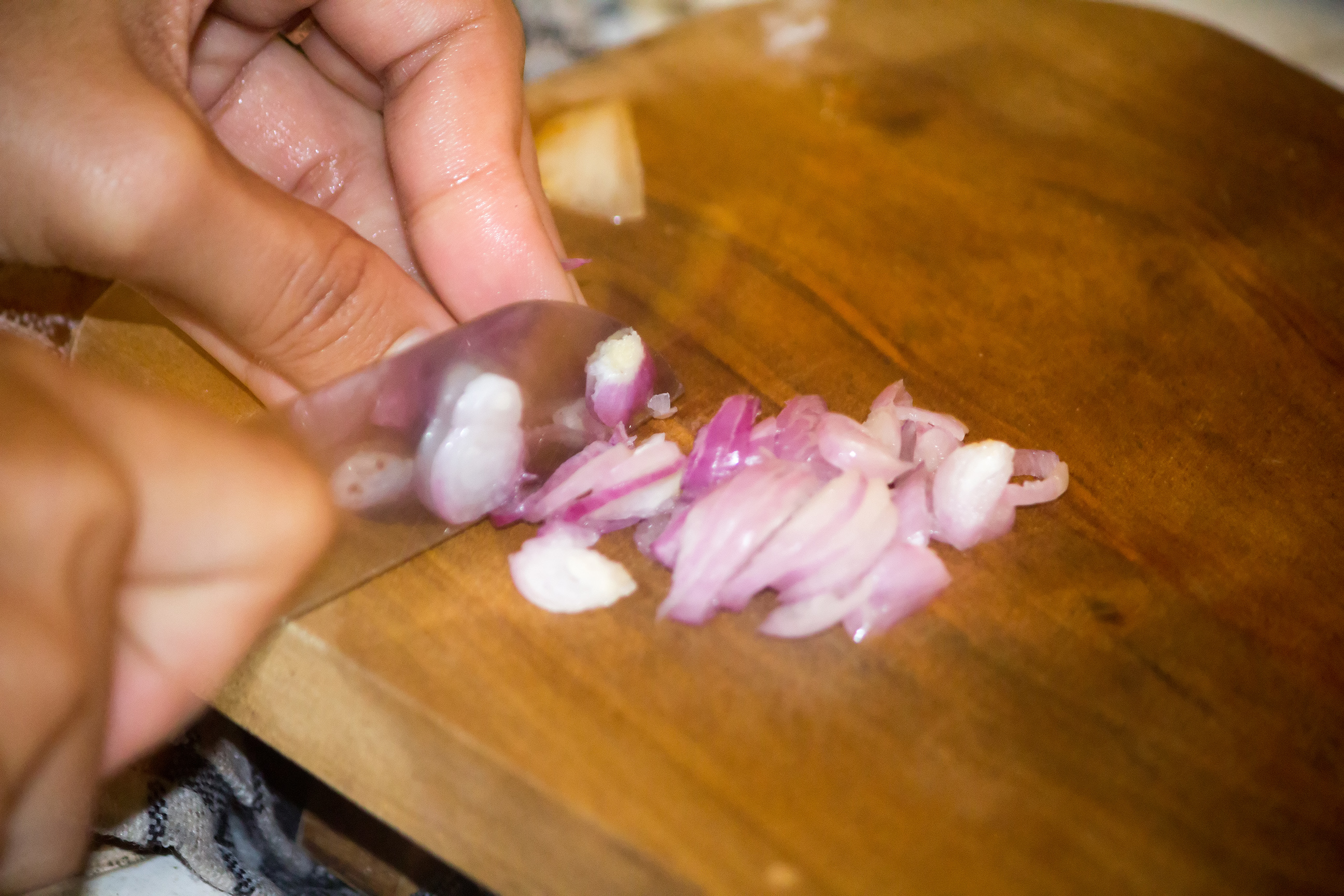
切碎的红葱头可以用来烹调沙爹酱。

市場上可見中空呈圓筒狀的葉較一般大蔥為短，蔥管僅0.5厘米，蔥頭不到一厘米者，可能是不良品，被淘汰為青蔥販賣，或是農家自家栽培販賣，因本種主要乃採收蔥頭（鱗莖）為主，本種是製作油蔥的重要來源。

## 同名异物

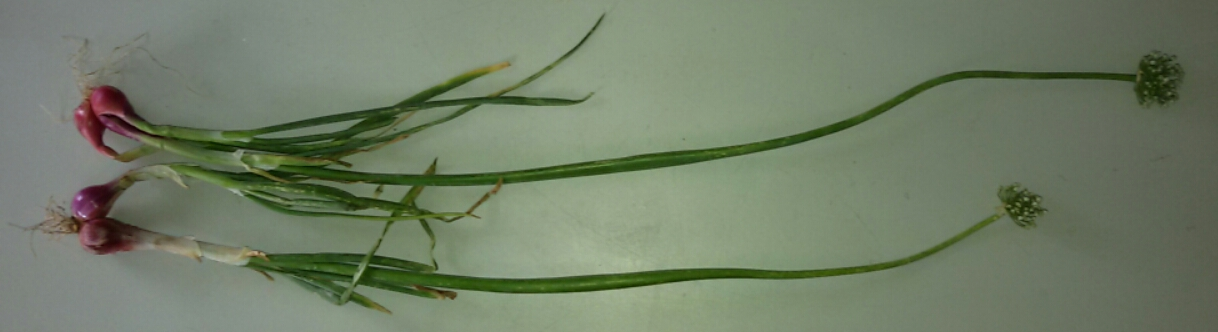
火葱全株

在台灣花蓮，阿美族也將薤（Allium chinense G. Don）稱之為「火蔥」。